# کنفرانس بین‌المللی موسیقی کامپیوتر
کنفرانس موسیقی بین‌المللی کامپیوتر (ICMC) (به انگلیسی: International Computer Music Conference) یک کنفرانس سالانه بین‌المللی برای محققان و آهنگسازان موسیقی کامپیوتر می‌باشد. این کنفرانس سالانه وابسته به انجمن موسیقی بین‌المللی کامپیوتر می‌باشد.